# 鍋谷友理枝
鍋谷 友理枝（なべや ゆりえ、1993年12月15日 - ）は、日本の元女子バレーボール選手。

## 来歴
神奈川県川崎市出身、東京都大田区育ち。両親はともに青山学院大学バレーボール部の出身で、父は法政二高時代に春高バレー準優勝、大学でエーススパイカーとして活躍し、卒業後は実業団のNTT東北でプレーした。母も八王子実践高時代にセッターとして春高バレー準優勝の実績を持ち（1年上に大林素子）、大学4年時にキャプテンとして関東1部リーグ初優勝に貢献した。バレーボール一家に生まれ、小学3年からバレーボールを始めた。
淑徳SC中から大分県の東九州龍谷高校に進学。3年時には主将として第64回全日本高等学校選手権大会優勝の原動力となり、自らも最優秀選手賞を獲得した。
2011年12月、デンソーエアリービーズに入団が決定し、2012年3月のファイナルラウンド3位決定戦（岡山シーガルズ戦）でプレミアデビューを飾った。
2012年9月、第3回アジアカップ女子大会の日本代表メンバーに選出された。同年11月25日のJTマーヴェラス戦でリーグ戦デビュー。16得点（アタック11、ブロック3、サービスエース2）を挙げ、チームの逆転勝利に貢献した。
2013年10月の第1回世界U23女子選手権に日本代表として出場し、銅メダル獲得に貢献した。
2016年リオデジャネイロ五輪に出場（5位）。
2018/19シーズンからデンソーでゲームキャプテンを務める。
2019年4月の代表合宿中に顔面にスパイクを受け右眼球内から出血し、全治1ヶ月の「網膜振盪症」と診断された。同年6月のネーションズリーグから、右目の保護のためゴーグルを着用してプレーしている。その後のワールドカップにも出場した。
2021年、ネーションズリーグにも出場したが、東京五輪代表の最終選考から漏れ、二大会連続の五輪出場とはならなかった。同年7月、同じく最終選考から漏れた井上琴絵と共にデンソーを退団した。同年8月、PFUブルーキャッツへの加入が発表された。
2023年1月29日、V1女子のヴィクトリーナ姫路戦でVリーグ通算230試合出場を果たした。それにより、V1女子ファイナル終了後、Vリーグ栄誉賞を受賞した。
2023年4月24日、2022-23シーズンをもってのPFUブルーキャッツ退団を表明した。退団前の大会となる第71回黒鷲旗大会でチームの優勝に貢献し、黒鷲賞（最高殊勲選手）を受賞した。
PFU退団後、トヨタ車体クインシーズ（現・クインシーズ刈谷）に移籍した。
2025年2月、2024-25シーズンをもって現役引退することが発表された。6月2日に引退選手として公示。7月にチームアドバイザー就任が発表された。

## 人物・エピソード
- 大竹里歩とは幼なじみで、彼女の父・大竹秀之と実父は高校の同期生で、卒業後も家族ぐるみの付き合いをしていた。
- 音楽は母の影響で角松敏生をよく聴き、母とコンサートに行くこともある。他にはTUBE、サザンオールスターズ、DEEN、WANDSなど90年代頃の音楽が好き。
- 座右の銘は「前へ ただひたすら 前へ」。「前へ」の精神で長年明治大学ラグビー部を率いた北島忠治と親交があった亡き祖父の教えで、勝負の時には父から「前へ!」とメールが届くという[30]。
- 2021年に元ジェイテクトSTINGS選手の江頭広樹と結婚[31]。2021-22シーズン終了後の2022年5月に公表した[32]。
- 引退後のインタビューで、2012年のメディカルチェックでバセドウ病とそれに伴う甲状腺眼症[33]、2019年末には子宮頸部高度異形成の診断を受けたことを公表した[34]。

## 球歴
- 日本代表 - 2012年-
  - オリンピック - 2016年（5位）
  - ワールドカップ - 2015年（5位）、2019年（5位）

## 所属チーム
- 小野学園小学校
- 淑徳SC中等部
- 東九州龍谷高等学校（2009-2012年）
- デンソーエアリービーズ #14（2012-2021年）
- PFUブルーキャッツ #15（2021-2023年）
- トヨタ車体クインシーズ/クインシーズ刈谷 #15（2023-2025年）

## 受賞歴
- 2016年 - 愛知県スポーツ顕彰 西尾市体育賞顕彰[35]
- 2023年 - 2022-23 V.LEAGUE DIVISION1 WOMEN Vリーグ栄誉賞
- 2023年 - 第71回黒鷲旗全日本選抜大会 黒鷲賞（MVP）、ベスト6
- 2025年 - 2024-25 SV.LEAGUE WOMEN 功労者表彰

## 個人成績
Vプレミアリーグレギュラーラウンドにおける個人成績は下記の通り。
| シーズン | 所属     | 出場                                    | 出場                                    | アタック                                | アタック                                | アタック                                | アタック                                | ブロック                                | ブロック                                | サーブ                                  | サーブ                                  | サーブ                                  | サーブ                                  | レセプション                            | レセプション                            | 総得点                                  | 備考                                    |
| -------- | -------- | --------------------------------------- | --------------------------------------- | --------------------------------------- | --------------------------------------- | --------------------------------------- | --------------------------------------- | --------------------------------------- | --------------------------------------- | --------------------------------------- | --------------------------------------- | --------------------------------------- | --------------------------------------- | --------------------------------------- | --------------------------------------- | --------------------------------------- | --------------------------------------- |
| シーズン | 所属     | 試合                                    | セット                                  | 打数                                    | 得点                                    | 決定率                                  | 効果率                                  | 決定                                    | /set                                    | 打数                                    | エース                                  | 得点率                                  | 効果率                                  | 受数                                    | 成功率                                  | 総得点                                  | 備考                                    |
| 2011/12  | デンソー | 0                                       | 0                                       | 0                                       | 0                                       | 0.0%                                    | %                                       | 0                                       | 0.00                                    | 0                                       | 0                                       | 0.00%                                   | 0.0%                                    | 0                                       | 0.0%                                    | 0                                       | 内定選手                                |
| 2012/13  | デンソー | 28                                      | 72                                      | 590                                     | 168                                     | 28.5%                                   | %                                       | 15                                      | 0.21                                    | 222                                     | 6                                       | 2.70%                                   | 11.2%                                   | 435                                     | 54.9%                                   | 189                                     |                                         |
| 2013/14  | デンソー | チャレンジリーグの為、記録を記載せず。  | チャレンジリーグの為、記録を記載せず。  | チャレンジリーグの為、記録を記載せず。  | チャレンジリーグの為、記録を記載せず。  | チャレンジリーグの為、記録を記載せず。  | チャレンジリーグの為、記録を記載せず。  | チャレンジリーグの為、記録を記載せず。  | チャレンジリーグの為、記録を記載せず。  | チャレンジリーグの為、記録を記載せず。  | チャレンジリーグの為、記録を記載せず。  | チャレンジリーグの為、記録を記載せず。  | チャレンジリーグの為、記録を記載せず。  | チャレンジリーグの為、記録を記載せず。  | チャレンジリーグの為、記録を記載せず。  | チャレンジリーグの為、記録を記載せず。  | チャレンジリーグの為、記録を記載せず。  |
| 2014/15  | デンソー | 21                                      | 80                                      | 524                                     | 182                                     | 34.7%                                   | %                                       | 25                                      | 0.31                                    | 325                                     | 10                                      | 3.08%                                   | 10.9%                                   | 413                                     | 55.0%                                   | 217                                     |                                         |
| 2015/16  | デンソー | 21                                      | 80                                      | 610                                     | 226                                     | 37.0%                                   | %                                       | 37                                      | 0.46                                    | 295                                     | 12                                      | 4.07%                                   | 13.7%                                   | 625                                     | 55.5%                                   | 275                                     |                                         |
| 2016/17  | デンソー | チャレンジリーグIのため、記録を記載せず | チャレンジリーグIのため、記録を記載せず | チャレンジリーグIのため、記録を記載せず | チャレンジリーグIのため、記録を記載せず | チャレンジリーグIのため、記録を記載せず | チャレンジリーグIのため、記録を記載せず | チャレンジリーグIのため、記録を記載せず | チャレンジリーグIのため、記録を記載せず | チャレンジリーグIのため、記録を記載せず | チャレンジリーグIのため、記録を記載せず | チャレンジリーグIのため、記録を記載せず | チャレンジリーグIのため、記録を記載せず | チャレンジリーグIのため、記録を記載せず | チャレンジリーグIのため、記録を記載せず | チャレンジリーグIのため、記録を記載せず | チャレンジリーグIのため、記録を記載せず |
| 2017/18  | デンソー | 21                                      | 80                                      | 750                                     | 285                                     | 38%                                     | %                                       | 17                                      | 0.21                                    | 322                                     | 28                                      | %                                       | 15.8%                                   | 427                                     | 58.8%                                   | 330                                     |                                         |
| 2018/19  | デンソー |                                         |                                         |                                         |                                         | %                                       | %                                       |                                         |                                         |                                         |                                         | %                                       | %                                       |                                         | %                                       |                                         |                                         |

## 出演
YouTube 
- PFUブルーキャッツ『ジャニヲタ3姉妹の長女！？鍋谷友理枝選手 青猫じゃらし🐾』（2021年10日15日）
- 石川テレビ『要チェック！PFUブルーキャッツ期待の新戦力！』（2021年9日28日）
- 月刊バレーボール『【鍋谷友理枝×東九州龍谷高】OBと現役部員がコミュニケーション「リモトーク！」_1』（2021年1日5日）
- 高校スポーツ×ケーブルテレビ『スポーツの力 鍋谷友理枝選手』（2018年11日27日）